# غي تابي
باد غي رولان تابي الشهير باسم غي تابي (13 مايو 1992) لاعب كرة قدم عاجي يلعب حاليا لصالح نادي الدرجة الأولى النجمة البحريني في مركز الوسط المدافع من 2015 كما يجيد اللعب في مركز الوسط المحوري.